# Terry Porter
Pour les articles homonymes, voir Porter.
Terry Porter (né le 8 avril 1963 à Milwaukee, Wisconsin) est un joueur américain de basket-ball. Il a fait la majeure partie de sa carrière aux Trail Blazers de Portland, franchise avec laquelle il atteint les Finales NBA lors des années 1990 et 1992. Il a ensuite entamé une carrière d'entraîneur qui l'a conduit aux commandes des Bucks de Milwaukee puis des Suns de Phoenix. Il est aujourd'hui premier entraîneur de l'équipe universitaire des Pilots de Portland.

## Débuts
Avant d'intégrer la NBA, Porter joua au lycée et à l'université dans le Wisconsin. Il évolua au lycée "Milwaukee’s South Division", puis à l'université du Wisconsin-Stevens Point avec l'ancien entraîneur de Saint Louis University Brad Soderberg sous les ordres de l'entraîneur Dick Bennett.
En quatre saisons à Stevens Point, Porter inscrivit 13.5 points, 3.8 rebonds et 3.8 passes décisives par match. Lors de ses années junior et senior, il fut nommé dans la NAIA First-Team All-American. Il a obtenu un diplôme en communication.

## Carrière de joueur NBA
En 1985, les Trail Blazers de Portland sélectionnèrent Porter au 24e rang de la Draft de la NBA. Lors de la décennie qu'il a passé à Portland, Porter atteignit les Finales NBA à deux reprises et détient toujours le record des Finales NBA du nombre de tirs à trois-points inscrits, sans en manquer un seul avec 15, le 7 juin 1990 face aux Pistons de Détroit. Il a été lauréat du J. Walter Kennedy Citizenship Award en 1993, et demeure le meilleur passeur de l'histoire des Trail Blazers avec 5319. Porter signa en tant que free agent avec les Timberwolves du Minnesota au début de la saison 1995-1996 aidant les Timberwolves à se qualifier pour les playoffs pour la première fois en 1997 et à leur première saison victorieuse l'année suivante.
Il rejoignit ensuite le Heat de Miami en 1998-1999, puis intégra les rangs des Spurs de San Antonio lors de la saison 1999-2000. Il prit sa retraite à l'issue de la saison 2001-2002. Il n'aura ainsi jamais été transféré durant sa carrière NBA. En 17 saisons, il ne manqua les playoffs qu'une seule fois.
En 1274 matchs, Porter compila 12.2 points, 5.6 passes décisives et 1.24 interceptions incluant deux participations au NBA All-Star Game (1991, 1993), deux Finales NBA (1990, 1992) et 15 586 points inscrits en carrière.

## Carrière d'entraîneur NBA
Porter devint dans la foulée de sa carrière de joueur, entraîneur assistant en 2002-2003 aux Kings de Sacramento.
Le 6 août 2003, ce natif de Milwaukee fut engagé en tant qu'entraîneur des Bucks de Milwaukee, devenant le 8e entraîneur de l'histoire de la franchise. Il dirigea les Bucks durant deux ans, son échec à qualifier l'équipe en playoffs lui coûta son poste à l'intersaison 2005.
Après une année loin des parquets, Porter rejoignit le staff technique des Pistons de Détroit en tant qu'entraîneur assistant lors de la saison 2006-2007.
Le 9 juin 2008, Porter fut nommé entraîneur des Suns de Phoenix, succédant à Mike D'Antoni.
Pour la saison saison 2012-2013, Porter occupe le poste de premier assistant entraîneur de Rick Adelman dans la franchise des Timberwolves du Minnesota.

## Vie personnelle
Porter, marié et père de trois enfants, a fondé en 1994, le "Milwaukee Scholars Fund", aidant les élèves issus des minorités de Milwaukee à intégrer l'Université du Wisconsin.
En 2006, Porter mena un groupe d'investisseurs tentant de racheter la franchise des Trail Blazers de Portland au propriétaire Paul Allen. Porter s'associa à Rob Kremer, un animateur de talk-show et ancien banquier et Todd Stucky, un homme d'affaires de la région, ami de Porter de longue date, afin de réunir le capital nécessaire au rachat de l'équipe.
Ce pool d'investisseurs a été rejoint par George Postolos, qui a récemment renouvelé son contrat à la tête de l'équipe des Rockets de Houston, ramenant avec lui de nouveaux investisseurs.
À l'issue de la draft 2006 où les Trail Blazers ont remotivé leur personnel par une série de transferts menée par le GM des Blazers Kevin Pritchard, Paul Allen a réaffirmé son intérêt pour l'équipe, s'impliquant davantage dans la franchise.
Porter est associé dans une équipe d'investisseurs incluant Steve Nash qui tente d'acquérir une équipe de Major League Soccer à Vancouver.